# Abraham Usque
Abraham ben Salomon Usque, ook bekend als Duarte Pinhel, was een Portugese publicist en theoloog in de 16e eeuw. Hij werd geboren in een Joodse familie en vluchtte rond 1543 voor de Inquisitie. Voordat hij zijn geboortestad Lissabon verliet, publiceerde hij al enkele werken, waaronder een Latijnse grammatica. Hij vestigde zich in Ferrara. Hij zette daar een drukkerij op samen met de Spaanse typograaf Yom-Tob Athias. Samen werkten ze aan de Ferrara Bijbel, een vertaling van de Tenach in het Ladino. Deze kwam uit te Ferrara in 1553 en werd in de 17e eeuw meerdere malen herdrukt in Amsterdam.
- Biblioteca Nacional de España: XX4928554
- Bibliothèque nationale de France: cb12566784s (data)
- Catàleg d'autoritats de noms i títols de Catalunya: 981058524827506706
- Gemeinsame Normdatei: 128744952
- International Standard Name Identifier: 0000 0000 2700 319X
- Library of Congress Control Number: no00009074
- Nationale Bibliotheek van Israël: 987007394874805171
- Virtual International Authority File: 47822065
- WorldCat: E39PBJgmKmDyrDc6D9kMVRWv73